# Василевич Тетяна Петрівна
Тетя́на Петрі́вна Василе́вич (*14 січня 1977, Євпаторія) — російська (раніше українська) шахістка, гросмейстер серед жінок (1996), міжнародний майстер (2002).
ЇЇ рейтинг станом на березень 2018 року — 2360 (103-тє місце у світі, 7-ме — серед шахісток України).

## Досягнення
Триразова чемпіонка України (2002, 2007, 2010).
У складі жіночої збірної України бронзовий призер командного чемпіонату світу 2007 року.
Срібний призер I Всесвітніх інтелектуальних Ігор 2008 (швидкі шахи — команда).
Бронзовий призер I Всесвітніх інтелектуальних Ігор 2008 року (блискавична гра — мікст, пара з Валерієм Авескуловим).

## Статистика виступів у складі збірної України
За період з 1998 по 2011 рік Тетяна Василевич зіграла за жіночу збірну України у 8-ми турнірах, зокрема: шахова олімпіада — 3 рази, командний чемпіонат світу — 2 рази, командний чемпіонат Європи — 3 рази.
При цьому здобула одну бронзову командну нагороду та дві індивідуальні бронзові нагороди (усі за виступи на командних чемпіонах світу).

 Загалом у складі збірної України Тетяна Василевич зіграла 64 партії, в яких набрала 39½ очок (+24=31-9), що становить 61,7% від числа можливих очок.
| Рік  | Турнір           | Місто        | Збірна  | Шахів- ниця | Рейтинг | + | = | − | Результат | % очок | Турнірний рейтинг | Командне місце | Особисте місце |
| ---- | ---------------- | ------------ | ------- | ----------- | ------- | - | - | - | --------- | ------ | ----------------- | -------------- | -------------- |
| 1998 | шахова олімпіада | Еліста       | Україна | 3           | 2420    | 4 | 3 | 3 | 5½ з 10   | 55,0   | 2343              | 12             | 22             |
| 2000 | шахова олімпіада | Стамбул      | Україна | 3           | 2429    | 4 | 6 | 0 | 7 з 10    | 70,0   | 2411              | 4              | 7              |
| 2002 | шахова олімпіада | Блед         | Україна | 2           | 2415    | 5 | 6 | 1 | 8 з 12    | 66,7   | 24                | 6              | 11             |
| 2003 | чемпіонат Європи | Пловдив      | Україна | 2           | 2425    | 0 | 2 | 1 | 1 з 3     | 33,3   | 2192              | 6              |                |
| 2005 | чемпіонат Європи | Гетеборг     | Україна | резерв      | 2393    | 4 | 3 | 1 | 5½ з 8    | 68,8   | 2461              | 7              | 6              |
| 2007 | чемпіонат Європи | Іракліон     | Україна | резерв      | 2368    | 2 | 3 | 1 | 3½ з 6    | 58,3   | 2348              | 4              | 5              |
| 2007 | чемпіонат світу  | Єкатеринбург | Україна | 4           | 2383    | 2 | 5 | 1 | 4½ з 8    | 56,3   | 2217              | Bronze         | Bronze         |
| 2011 | чемпіонат світу  | Мардін       | Україна | резерв      | 2412    | 3 | 3 | 1 | 4½ з 7    | 64,3   | 2273              | 5              | Bronze         |

## Зміни рейтингу
| На цьому місці має відображатися графік чи діаграма, однак з технічних причин його відображення наразі вимкнено. Будь ласка, не видаляйте код, який викликає це повідомлення. Розробники вже працюють для того, щоби відновити штатне функціонування цього графіка або діаграми. | |
| | На цьому місці має відображатися графік чи діаграма, однак з технічних причин його відображення наразі вимкнено. Будь ласка, не видаляйте код, який викликає це повідомлення. Розробники вже працюють для того, щоби відновити штатне функціонування цього графіка або діаграми. |